# Heeft iemand hier iets aan toe te voegen?
Heeft iemand hier nog iets aan toe te voegen? is een verhalenbundel met “fantastische verhalen” van schrijver R.A. Lafferty. "Fantastische" verwijst hier naar fantast, schrijver vol verbeeldingskracht. 
De oorspronkelijke bundel werd rond 1975 uitgegeven door Charles Scribner’s Sons in New York. Het bevat verhalen uit de periode 1961 tot en met 1974. In Nederland werd de bundel uitgegeven door Uitgeverij Het Spectrum in de serie Prisma Pockets (catalogusnummer 1727; kostprijs 5,90 NLG). Ze koos daarbij voor de categorie sciencefiction (SF), maar niet alle verhalen passen in die categorie, bijvoorbeeld “Noch Kalksteeneilanden”. Schrijver en/of uitgeverij verdeelde(n) de titels in twee omschrijvingen: Buitenplaatsen en Booswichten.
De verhalen in de Nederlandse editie (de Amerikaanse loopt parallel)::
- pagina 7     
  - Buitenplaatsen: Over een geheime krokodil
  - oorspronkelijke titel: About a secret crocodile
- pagina 18: 
  - Booswichten: de idioot
  - oorspronkelijke titel: Mad man
- pagina 27:
  - Buitenplaatsen: Noch Kalksteeneilanden
  - oorspronkelijke titel: Nor limestone island
- pagina 38
  - Booswichten: De man binnenin
  - oorspronkelijke titel: The man underneath
- pagina 49
  - Buitenplaatsen: Boomer flats
  - oorspronkelijke titel: Boomer flats
- pagina 64
  - Booswichten: Toch met dat grote karkas
  - oorspronkelijke titel: This grand carcass yet
- pagina 74
  - Buitenplaatsen: In de hof
  - oorspronkelijke titel: In the garden
- pagina 82
  - Booswichten: De knarsende scharnieren van de wereld
  - oorspronkelijke titel: Grooning hinges of the world
- pagina 90
  - Buitenplaatsen: Gouden Trabant
  - oorspronkelijke titel: Golden Trabant
- pagina 98
  - Booswichten: Hoe ze het teruggaven
  - oorspronkelijke titel: How they gave it back
- pagina 107
  - Buitenplaatsen: Midas Jones en de stad
  - oorspronkelijke titel: Maybe Jones and the city
- pagina 114
  - Booswichten: De droom van zeven verhalen
  - oorspronkelijke titel: Seven story dream
- pagina 123
  - Buitenplaatsen: Adam had drie broers
  - oorspronkelijke titel: Adam had three brothers
- pagina 131
  - Booswichten: Varken in een kot
  - oorspronkelijke titel: Pig in a pokey
- pagina 138
  - Buitenplaatsen: De vreemdste wereld
  - oorspronkelijke titel: The weirdest world
- pagina 152
  - Booswichten: Het opperste wezen
  - oorspronkelijke titel:The ultimate creature.

De titel van de bundel (zowel Amerikaanse als Nederlandse versie) is ontleend aan het verhaal Noch Kalksteeneiland. Het verhaal eindigt in een cirkel; niemand kent een rood kasteel dat opgebouwd is uit kalk dat als neerslag uit de wolken valt; daarom gaat niemand kijken en niemand weet dus ook dat het er is. In het hof (In de garden) verwijst naar het Hof van Eden. Een onlangs ontdekte planeet geeft op de Buiten Gewone Perceptie Zoeker (Bupez) slechts twee bewoners met gedachten. Verder onderzoek wijst uit dat deze toegewezen kunnen worden aan de plaatselijke Adam en Eva, die het paradijs nooit verlaten hebben. Ze hebben niet van de granaatappel gegeten. Het bleek echter toch geen echt paradijs, aldus een meegereisde pater: (citaat): "Het zijn alleen de ongelovigen die zo gemakkelijk in bedrog geloven". De wereldlijke leider van de expeditie besluit, dat het toch wel op het paradijs lijkt: 
Al die tijd dat wij er waren, heeft de vrouw haar mond gehouden